# Yayoi Aoki
Yayoi Aoki (jap. 青木 やよひ, Aoki Yayoi, wirklicher Name: 北沢 弥生, Kitazawa Yayoi; * 13. Juni 1927 in der Präfektur Shizuoka; † 25. Dezember 2009 in Itō, Präfektur Shizuoka) war eine japanische Sachbuchautorin, Feministin und Musikkritikerin. Yayoi ist bekannt für ihre kulturvergleichenden Gender Studies und ihre Forschungsbeiträge über Beethoven, insbesondere zur Frage, wer sich als Adressatin hinter der „Unsterblichen Geliebten“ verbirgt.

## Leben
Yayoi Aoki studierte an der Universität für Pharmazie Tokio. Nach ihrem Abschluss beschäftigte sie sich mit der Redaktion des Gesamtwerkes von Romain Rolland und begann auf Anregung des Literaturwissenschaftlers und Dichters Toshihiko Katayama (1898–1961) mit ersten schriftstellerischen Versuchen. In den 1970er Jahren befasste sie sich in Vorträgen und Vorlesungen an Universitäten mit der Beethoven-Forschung. 1975 erhielt sie für ihre Arbeit Marusasu no kage to gendai bunmei („Malthus’ Schatten und die heutige Zivilisation“) den Forschungspreis der Mainichi Shimbun. Seit 1983 verfocht Yayoi Aoki Überlegungen, die sie mit dem Begriff Ecological Feminism (エコロジカル・フェミニズム) bezeichnete, so in einer Debatte mit der bekannten Feministin und Soziologin Chizuko Ueno (* 1948). Zum Ende ihres Lebens konzentrierte sie sich wieder auf die Beethoven-Forschung zu der sie einige Sachbücher publizierte.
Yayoi Aoki starb 2009 im Alter von 84 Jahren in Itō an Darmkrebs.

## Werke
- 1968 Ai no densetsu: Koibito toshite no geijutsuka to onnatachi (愛の伝説 恋人としての芸術家と女たち, etwa: Liebeslegenden: Künstler als Geliebter und die Frauen)
- 1982 Josei sono sei no shinwa (女性・その性の神話, etwa: Frauen – Mythos des Geschlechts)
- 1982 Seisa no bunka (性差の文化, etwa: Kultur der Geschlechterdifferenz)
- 1986 Feminism to Ecology (フェミニズムとエコロジー)
- 1986 Bosei towa nanika (母性とは何か, etwa: Was ist Maternität?)
- 2001 Beethoven “fumetsu no koibito” no nazo o toku (ベートーヴェン<不滅の恋人>の謎を解く, dt. Beethoven. Die Entschlüsselung des Rätsels um die „Unsterbliche Geliebte“, übersetzt von Annette Boronnia, iudicium, 2008, ISBN 978-3-89129-184-9)
- 2004 Goethe to Beethoven: Kyoshōtachi no shirarezaru yūjō (ゲーテとベートーヴェン 巨匠たちの知られざる友情, etwa: Goethe und Beethoven: Die unbekannte Freundschaft der Großen Meister)
- 2009 Beethoven no shōgai (ベートーヴェンの生涯, etwa: Beethovens Leben)

### Übersetzungen
- 1979 Übersetzung von Eleanor Maccoby: The Psychology of Sex Differences (性差 その起源と役割)
- 1979 Übersetzung von Beethovens Tagebuch (ベートーヴェンの日記)